# Chiesa di San Vincenzo de' Paoli (Bologna)
La chiesa di San Vincenzo de' Paoli è una chiesa parrocchiale del quartiere San Donato-San Vitale nel comune di Bologna; fa parte del vicariato di Bologna Nord.

## Storia
La nascita della chiesa si allaccia direttamente allo sviluppo delle nuove chiese promosso dall'arcivescovo Giacomo Lercaro negli anni '50. Nel 1955 venne pubblicato un bando di concorso sulla rivista Chiesa e quartiere sul complesso parrocchiale di san Vincenzo de' Paoli, nel quartiere San Donato. Il concorso venne vinto dall'architetto faentino Filippo Monti.
Durante la costruzione della chiesa, nel 1956 venne eretta una cappella provvisoria progettata da Glauco Gresleri.

## Descrizione
La chiesa è strutturata da una pensilina aerea in metallo che si dispone in una trama a losanghe. Le tamponature sono realizzate in vetro, verso l'esterno, o tramite pannellature bianche. Lo spazio così caratterizzato vede la predominanza della dimensione orizzontale su quella verticale.
Affiancato alla chiesa è presente un edificio adibito alle opere parrocchiali, costruito nel 1963 su progetto di Luigi Riguzzi e posto lateralmente al complesso religioso, facendo da sfondo ad una piazza adibita a parcheggio.